# Гульєльмо делла Скала
Гульєльмо делла Скала (*Guglielmo della Scala бл. 1350 — 18 квітня 1404) — синьйор Верони у 1404 році.

## Життєпис
Походив з династії Скалігери. Позашлюбний син Кангранде II, синьйора Верони. Народився у Вероні приблизно 1350 року. У 1356 році його батько виділив кошти Венеціанській республіці для майбутнього проживання Гульєльмо. У 1359 році після повалення Кангранде II, новий веронський синьйор Кансіньоріо делла Скала відправив Гульєльмо до Венеції, який отримав у спадок від батька 60 тис. дукатів.
У 1389 році перебував в Монако, де через рід Грімальді намагався встановити дружні стосунки зі знаттю Генуезької республіки, проте без результату. Протягом 1391—1394 року перебував в Венеції. 1399 року зблизився з родом Каррара, синьйорами Падуї. У 1402 році його призначено подестою міста Падуя.
1402 року, після смерті міланського герцога Джан Галеаццо Вісконті в державі розпочався розгардіяш. Після цього став готуватися для відновлення влади свого роду над Вероною. Для цього уклав союз з Франческо II Каррара, синьйором Падуї. 8 квітня вдалося захопити місто, проте вже 18 квітня Гульєльмо помер, ймовірно отруєний Каррара, який захопив Верону, відсторонивши від влади Брунора делла Скалу.